# Steal My Sunshine
"Steal My Sunshine" er en single fra det alternative rock band Len.

## Hitlister
| Hitliste (1999–2000)                             | Højeste placering |
| ------------------------------------------------ | ----------------- |
| Australien (ARIA)                                | 3                 |
| Canada Top Singles (RPM)                         | 3                 |
| Canada Adult Contemporary (RPM)                  | 10                |
| Canada CHR (Nielsen BDS)                         | 1                 |
| Europe (Eurochart Hot 100)                       | 43                |
| Iceland (Íslenski Listinn Topp 40)               | 33                |
| Irland (IRMA)                                    | 3                 |
| Netherlands (Dutch Top 40 Tipparade)             | 6                 |
| Holland (Single Top 100)                         | 79                |
| New Zealand (RIANZ)                              | 34                |
| Skotland (Official Charts Company)               | 6                 |
| Sverige (Sverigetopplistan)                      | 28                |
| Storbritannien Singles (Official Charts Company) | 8                 |
| USA Billboard Hot 100                            | 9                 |
| USA Adult Top 40 (Billboard)                     | 7                 |
| USA Alternative Songs (Billboard)                | 5                 |
| USA Mainstream Top 40 (Billboard)                | 3                 |
| US Top 40 Tracks (Billboard)                     | 3                 |

| Hitliste (1999)                   | Placering |
| --------------------------------- | --------- |
| Canada Top Singles (RPM)          | 15        |
| Canada Adult Contemporary (RPM)   | 74        |
| US Billboard Hot 100              | 78        |
| US Adult Top 40 (Billboard)       | 39        |
| US Mainstream Top 40 (Billboard)  | 37        |
| US Modern Rock Tracks (Billboard) | 28        |
| US Top 40 Tracks (Billboard)      | 38        |

| Chart (2000)                     | Position |
| -------------------------------- | -------- |
| Australia (ARIA)                 | 44       |
| Ireland (IRMA)                   | 77       |
| US Adult Top 40 (Billboard)      | 48       |
| US Mainstream Top 40 (Billboard) | 66       |